# موردانت شرپ
موردانت شرپ (انگلیسی: Mordaunt Shairp؛ ‏ ۱۳ مارس ۱۸۸۷ – ۱۸ ژانویهٔ ۱۹۳۹) فیلم‌نامه‌نویس و نمایشنامه‌نویس اهل بریتانیا بود.
از جمله فیلم‌های وی می‌توان به فرشته تاریکی و فرشته سپید اشاره کرد.